# 行宗蒼一
行宗 蒼一（ゆきむね そういち、1943年 - ）は、マルチジャーナリスト、元NHKアナウンサー。1980年代にNHKを退職し内部告発した著作『NHKはもういらない!』を出版したことで知られる。

## 人物
早稲田大学政治経済学部経済学科卒業後、1966年に日本放送協会（NHK）へ入局。
NHKではアナウンサーとして、初任地の下関放送局（現：下関支局）を皮切りに、釧路局を経て前橋局に赴任。前橋局ではNHK-FMのローカル番組『TPリクエストアワー』でディスクジョッキーを務め、NHKらしからぬDJぶりを披露して話題となった。1981年、山形局に転勤。
翌1982年8月にNHKを退職してフリーとなる。同年10月1日に『NHKはもういらない!』を刊行、1984年4月22日に雑誌『話の特集』臨時増刊『さよなら さんかく NHK』を編集し、NHK批判を展開する。
その後、1980年代にはテレビ朝日『アフタヌーンショー』のレポーターを務める。
1980年代後半から1990年代前半にかけては、東京都内の地下鉄乗り換えマップの製作に携わり、1989年『大東京地下鉄のりこなしバイブル』、1993年『東京地下鉄早わかりBOOK』を刊行。
中小企業診断士の資格を持つ。早稲田大学オープンカレッジ講師も務めた。
2000年代には、還暦を前に夫婦でスペインのバルセロナへ移住し、2015年にその顛末を綴った『熟年夫婦のスペイン行き当たりばったり移住記』を、『地球の歩き方』シリーズを出版するダイヤモンド・ビッグ社から刊行した。

## 著書

### 単著
- 『行宗発想翔び』開発社、1980年6月。
- 『NHKはもういらない!』三一書房〈三一新書〉、1982年10月。ISBN 4-380-82020-3。
- 『大東京地下鉄のりこなしバイブル』ロングセラーズ、1989年12月。ISBN 4-8454-0304-8。
- 『超常識発想法』かんき出版、1993年4月。ISBN 4-7612-5387-8。
- 『東京地下鉄早わかりBOOK』ロングセラーズ、1993年7月。ISBN 4-8454-0396-X。
- 『勉強っていやいやするもの?』大日本図書、1997年1月。ISBN 4-477-00782-5。
- 『活脳思考法“知識”を“知恵”に変えるニューロン革命』ダイヤモンド社、1997年4月。ISBN 4-478-76067-5。
- 『脳みそのほんとうの使い方　ビギナーズ編』日科技連出版社、2000年3月。ISBN 4-8171-9106-6。
- 『脳みそのほんとうの使い方　マスターズ編』日科技連出版社、2000年10月。ISBN 4-8171-9107-4。
- 『熟年夫婦のスペイン行き当たりばったり移住記』ダイヤモンド・ビッグ社、2015年12月。ISBN 978-4-478-04825-2。

### 編著
- 行宗蒼一（編著）「さよなら さんかく NHK」『話の特集』1984年4月臨時増刊、話の特集、1984年4月22日。